# Miroslav Hlahůlek
Miroslav Hlahůlek (* 26. července 1966) je bývalý český fotbalista, záložník. Po skončení aktivní kariéry působí jako trenér.

## Fotbalová kariéra
V české lize hrál za Slováckou Slavii Uherské Hradiště a 1. FC SYNOT. Nastoupil ve 65 ligových utkáních.

## Ligová bilance
| Ročník                          | Zápasy | Góly | Klub                                       |
| ------------------------------- | ------ | ---- | ------------------------------------------ |
| 2. česká fotbalová liga 1994/95 | 32     | 1    | FC T.I.C. Slovácká Slavia Uherské Hradiště |
| 1. česká fotbalová liga 1995/96 | 26     | 0    | FC JOKO Slovácká Slavia Uherské Hradiště   |
| 2. česká fotbalová liga 1996/97 | 4      | 0    | FC JOKO Slovácká Slavia Uherské Hradiště   |
| 2. česká fotbalová liga 1997/98 | 27     | 1    | FC SYNOT Staré Město                       |
| 2. česká fotbalová liga 1998/99 | 29     | 2    | FC SYNOT Staré Město                       |
| 2. česká fotbalová liga 1999/00 | 29     | 2    | FC SYNOT                                   |
| Gambrinus liga 2000/01          | 28     | 0    | 1. FC SYNOT                                |
| Gambrinus liga 2001/02          | 11     | 0    | 1. FC SYNOT                                |
| CELKEM 1. česká liga            | 65     | 0    |                                            |